# Comac C919
A Comac C919 (até 2009: ACAC ARJ21), é o segundo jato de passageiros bimotor, que foi completamente desenvolvido na China e é construído pela China Commercial Aircraft (COMAC). O desenvolvimento do C919 durou sete anos. Originalmente, a aeronave de médio curso deveria já entrar em mercado em 2016. Mas o projeto tinha sido adiada várias vezes.
É um modelo de avião de 156-168 lugares de fuselagem estreita, presentemente em fase de desenvolvimento. Quando operar será o maior avião comercial projetado e construído na China desde o extinto Shanghai Y-10. O seu primeiro voo ocorreu em 2017, com entregas programadas para 2018 e entrando em serviço em 2023. Em maio de 2024 ocorreu o seu primeiro voo comercial, operado pela companhia estatal China Eastern. C919 fez seu voo inaugural internacional no 2024 Singapore Airshow.
O C919 faz parte da meta da COMAC a longo prazo para alcançar a Airbus e a Boeing e competir contra o Airbus A320Neo e o Boeing 737 MAX.

## Desenvolvimento
A construção da aeronave começou em 2 de setembro de 2009. Irá ser equipada com motor e instrumentos de voo fabricados no exterior. Contudo, a China expressou sua esperança de que, no futuro, um motor fabricado no país seja projetado para o C919.

## Pedidos
No Zhuhai Airshow 2010, a COMAC anunciou ter obtido um total de 55 pedidos do C919 para 6 companhias aéreas: as companhias aéreas que compraram a aeronave foram a China Eastern Airlines, Air China, Hainan Airlines, China Southern Airlines, CDB Leasing Company e a Serviços GE Capital Aviation. A empresa brasileira Total linhas aéreas estuda incorporar unidades do comac 919 em sua frota. 
C919 recebeu 1.035 pedidos de 32 clientes até o final de 2022

## Especificações
|                        | C919-Misto                                    | C919-All ECO                                  | C919-Alta Densidade                           |
| ---------------------- | --------------------------------------------- | --------------------------------------------- | --------------------------------------------- |
| Tripulação             | 2                                             | 2                                             | 2                                             |
| Assentos               | 156 (2 classes)                               | 168 (1 classe)                                | 174 (1 classe)                                |
| Comprimento            | 38,9 m (128 ft)                               | 38,9 m (128 ft)                               | 38,9 m (128 ft)                               |
| Envergadura            | 35,8 m (117 ft)                               | 35,8 m (117 ft)                               | 35,8 m (117 ft)                               |
| Altura                 | 11,95 m (39,2 ft)                             | 11,95 m (39,2 ft)                             | 11,95 m (39,2 ft)                             |
| Área das asas          | 129,15 m² (1 390 ft²)                         | 129,15 m² (1 390 ft²)                         | 129,15 m² (1 390 ft²)                         |
| Peso de decolagem      |                                               | 77 300 kg (170 000 lb) alcance estendido      |                                               |
| Alcance (carregado)    | 4 075 km (2 200 m.n.)                         | 5 550 km (3 000 m.n.)                         |                                               |
| Velocidade máx.        |                                               | 900 km/h (486 kn) alcance estendido           |                                               |
| Velocidade de cruzeiro | 834 km/h (450 kn)                             | 834 km/h (450 kn)                             | 834 km/h (450 kn)                             |
| Teto de serviço        | 12 100 m (39 700 ft)                          | 12 100 m (39 700 ft)                          | 12 100 m (39 700 ft)                          |
| Motorização (x2)       | CFM International LEAP 1C                     | CFM International LEAP 1C                     | CFM International LEAP 1C                     |
| Empuxo (x2)            | 110 000 N (11 200 kgf)-130 000 N (13 300 kgf) | 110 000 N (11 200 kgf)-130 000 N (13 300 kgf) | 110 000 N (11 200 kgf)-130 000 N (13 300 kgf) |
| Fonte                  | Wikipédia anglófona - Comac C919              | Wikipédia anglófona - Comac C919              | Wikipédia anglófona - Comac C919              |